# Vogtei (Gemeinde)
Die Vogtei  ist eine Landgemeinde im Unstrut-Hainich-Kreis in Thüringen. Im Gemeindegebiet befindet sich der nach der Rechteckmethode bestimmte geografische Mittelpunkt Deutschlands. Der Name der Landgemeinde ist von der Vogtei Dorla abgeleitet, der historischen Landschaftsbezeichnung für das heutige Gemeindegebiet.

## Geografie

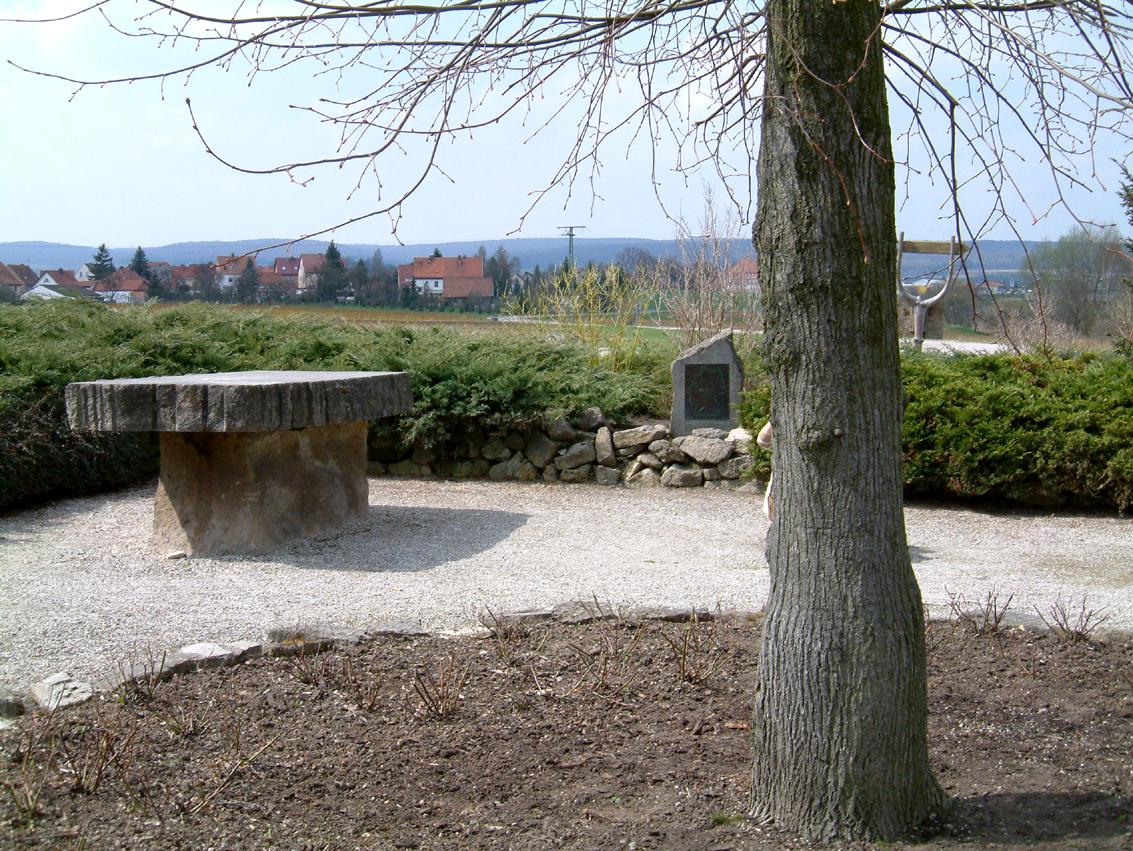
Kaiserlinde und Mittelpunktstein in Niederdorla

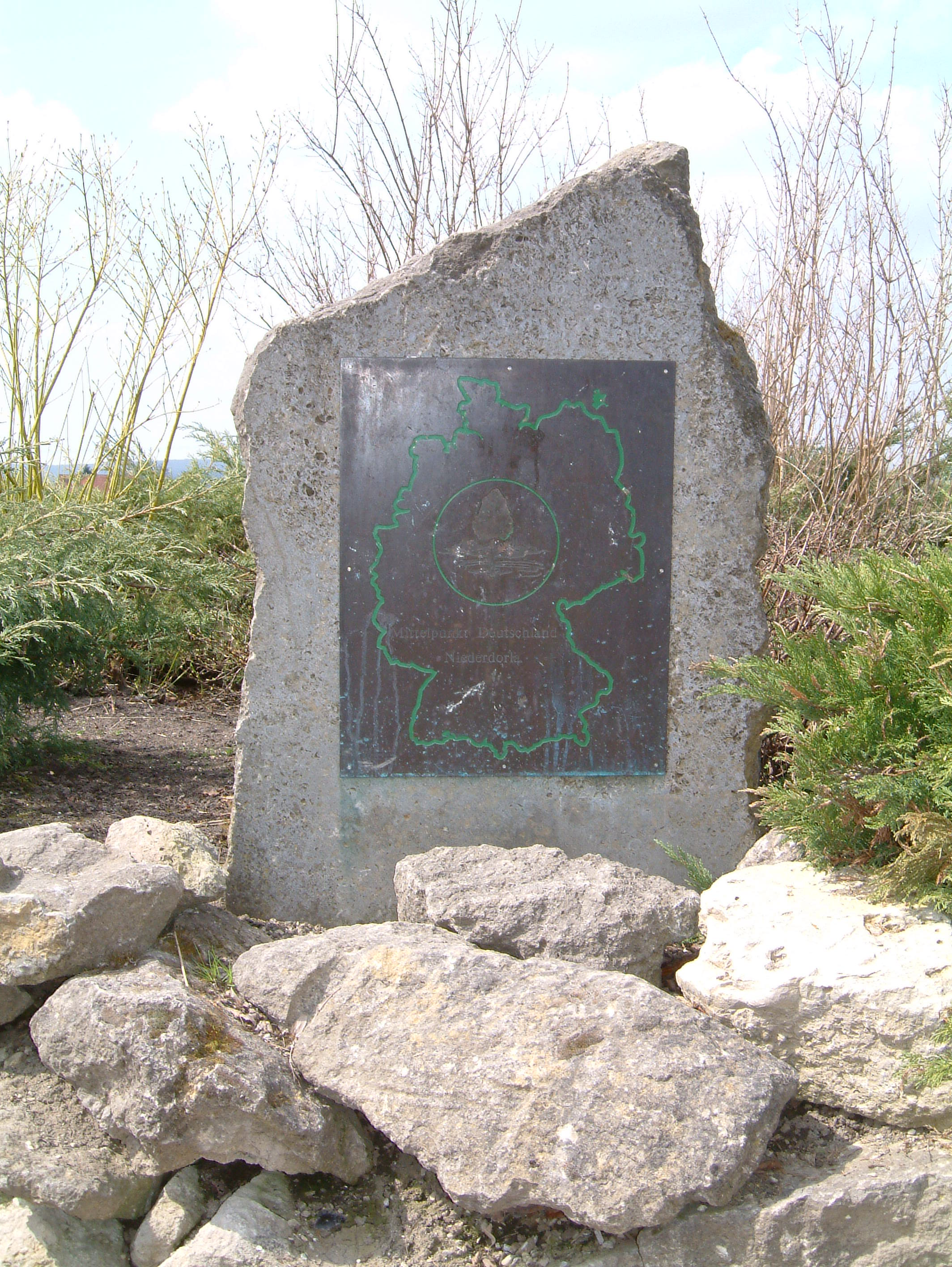
Mittelpunktstein in Niederdorla

Die Vogtei liegt im Süden des Unstrut-Hainich-Kreises südlich der Kreisstadt Mühlhausen am Nordrand des Hainichs. Die Verkehrsanbindung erfolgt über die Landesstraße 1016 zwischen Mühlhausen und Eisenach. Die Mühlhäuser Straße (L 2104) führt vom Abzweig am ehemaligen Gunzelhof zwischen den Ortsteilen Ober- und Niederdorla in westliche Richtung nach Heyerode.

### Landgemeindegliederung
Die Landgemeinde besteht aus den drei Ortsteilen Oberdorla, Niederdorla und Langula, die bis zur Gründung der Gemeinde Vogtei am 31. Dezember 2012 selbstständige Gemeinden waren. Darüber hinaus ist die Vogtei erfüllende Gemeinde für Kammerforst und Oppershausen. Alle fünf Orte waren zuvor in der Verwaltungsgemeinschaft Vogtei zusammengeschlossen.

### Nachbargemeinden
An das Gemeindegebiet grenzt die Stadt Mühlhausen im Norden, Oppershausen und Kammerforst im Süden, die im Wartburgkreis gelegene Gemeinde Nazza sowie die Ortsteile Hallungen im Südwesten und Heyerode der Landgemeinde Südeichsfeld im Westen. An der Flurgrenze zu Heyerode befindet sich im Zuge der L 2104 das Grenzhaus Heyerode als historischer westlicher Grenzpunkt der Vogtei Dorla mit dem Gebiet des Eichsfeldes.

### Mittelpunkt Deutschlands
Passt man die Grenzen Deutschlands in ein Gebiet zwischen den jeweils äußersten Breiten- und Längengraden ein (Rechteckmethode), so liegt der Mittelpunkt Deutschlands in der Gemarkung des Ortsteils Niederdorla etwa 500 m nördlich des Ortskerns und etwa 1.000 m östlich des ehemaligen Bahnhofs Oberdorla bei 51° 9′ 48,2″ N, 10° 26′ 51,7″ O. Dieser Mittelpunkt hat als Koordinaten die Mittelwerte der Koordinaten des nördlichsten und südlichsten sowie des östlichsten und westlichsten Punktes.

### Gewässer
Westlich von Oberdorla befinden sich die Erdfallquellen Kainspring, Melchiorbrunnen und der Dittelhainsbrunnen. Der Spittelbrunnen ist eine episodisch auftretende Quelle, hier befand sich die mittelalterliche Dorfstelle Sprudelborn. Das einstige Opfermoor ist ein nach dem Ende des Torfabbaus wieder entstandenes Gewässer – es war ursprünglich eine ausgedehnte, wassergefüllte und schrittweise verlandete Senke im Norden des Gemeindegebietes.

## Geschichte

### Von der Frühzeit bis zur Neuzeit
Die Geschichte der drei Orte Oberdorla, Niederdorla und Langula ist seit der Frühzeit miteinander verknüpft:
1123 richtete der Mainzer Erzbischof in Dorla eine Propstei ein; die landwirtschaftlichen Güter und Besitzungen des Stiftes Dorla wurden in der Vogtei Dorla zusammengefasst, zu der neben einigen Wüstungen die heutigen Orte Oberdorla, Langula und Niederdorla gehörten. Der Wormser Bischof Emmerich von Schöneck († 1318) amtierte ab 1280 hier als Stiftspropst.
Von 1785 bis 1786 kam es zum Gang der Vogteier nach Wien, um Kaiser Joseph II. persönlich eine Bittschrift zur Regelung der Territorialfrage der Vogtei Dorla zu übergeben.
Die drei Orte gehörten ab 1816 zum Landkreis Mühlhausen i. Th. in der preußischen Provinz Sachsen. Nach dem Zweiten Weltkrieg lag die Region in der Sowjetischen Besatzungszone und ab 1949 in der DDR. 1950 wurde das heutige Gemeindegebiet Teil des Kreises Mühlhausen, welcher 1994 im Unstrut-Hainich-Kreis aufging.
Von 1911 bis 1969 hatten Oberdorla und Langula Bahnhöfe an der Bahnstrecke Mühlhausen–Treffurt, die über den Hainich hinweg Mühlhausen mit dem Werratal verband.

### Gründung der Landgemeinde
Seit 1994 arbeiteten die Gemeinden in der Verwaltungsgemeinschaft Vogtei zusammen, zu der auch Kammerforst und Oppershausen gehörten. 2011 wurden Bestrebungen aufgenommen, die Verwaltungsgemeinschaft in eine Landgemeinde zu überführen. Die Gemeinderäte von Kammerforst und Oppershausen sprachen sich gegen den Beitritt zur Landgemeinde aus, so dass diese am 31. Dezember 2012 aus den Orten Oberdorla, Niederdorla und Langula gebildet wurde.

### Einwohnerentwicklung
In der nachstehenden Tabelle ist die Entwicklung der Einwohnerzahl seit der Gründung der Landgemeinde 2012 dargestellt. Ermittelt wurden die Werte jeweils zum Stichtag 31. Dezember.
| Jahr | Einwohner |
| ---- | --------- |
| 2012 | 4.452     |
| 2013 | 4.427     |
| 2014 | 4.439     |
| 2015 | 4.398     |
| 2016 | 4.405     |
| 2017 | 4.415     |

| Jahr | Einwohner |
| ---- | --------- |
| 2018 | 4.404     |
| 2019 | 4.353     |
| 2020 | 4.323     |
| 2021 | 4.261     |
| 2022 | 4.239     |
| 2023 | 4.209     |

| Jahr | Einwohner |
| ---- | --------- |
| 2024 | 4.180     |

## Politik

### Gemeinderat
Die Gemeinderatswahlen 2013, 2019 und 2024 führten zu folgenden Ergebnissen:
| Parteien und Wählergemeinschaften | Parteien und Wählergemeinschaften           | % 2024 | Sitze 2024 |        | % 2019 | Sitze 2019 | % 2013 | Sitze 2013 | Gemeinderatswahl 2024Wahlbeteiligung: 67,9 % (2019: 60,2 %) %50403020100 44,0 %26,6 %29,4 % BLVSPDFWV |
| BLV                               | Bürgerliste Vogtei                          | 44,0   | 7          | 58,8   | 9      | 44,0       | 7      |            | Gemeinderatswahl 2024Wahlbeteiligung: 67,9 % (2019: 60,2 %) %50403020100 44,0 %26,6 %29,4 % BLVSPDFWV |
| SPD                               | Sozialdemokratische Partei Deutschlands     | 26,6   | 4          | 16,6   | 3      | 37,6       | 6      |            | Gemeinderatswahl 2024Wahlbeteiligung: 67,9 % (2019: 60,2 %) %50403020100 44,0 %26,6 %29,4 % BLVSPDFWV |
| CDU                               | Christlich Demokratische Union Deutschlands | –      | –          | –      | –      | 18,4       | 3      |            | Gemeinderatswahl 2024Wahlbeteiligung: 67,9 % (2019: 60,2 %) %50403020100 44,0 %26,6 %29,4 % BLVSPDFWV |
| FWV                               | Freie Wähler Vogtei                         | 29,4   | 5          | 24,6   | 4      | –          | –      |            | Gemeinderatswahl 2024Wahlbeteiligung: 67,9 % (2019: 60,2 %) %50403020100 44,0 %26,6 %29,4 % BLVSPDFWV |
| Gesamt                            | Gesamt                                      | 100    | 16         | 100    | 16     | 100        | 16     |            | Gemeinderatswahl 2024Wahlbeteiligung: 67,9 % (2019: 60,2 %) %50403020100 44,0 %26,6 %29,4 % BLVSPDFWV |
| Wahlbeteiligung                   | Wahlbeteiligung                             | 67,9 % | 67,9 %     | 60,2 % | 60,2 % | 45,6 %     | 45,6 % |            | Gemeinderatswahl 2024Wahlbeteiligung: 67,9 % (2019: 60,2 %) %50403020100 44,0 %26,6 %29,4 % BLVSPDFWV |

### Bürgermeister
Am 9. März 2025 wurde Thomas Golebniak (parteilos) zum hauptamtlichen Bürgermeister gewählt. Er setzte sich dabei in der Stichwahl gegen den parteilosen Christian Hecht durch, der seit 2019 im Amt war. Zuvor war seit 2013 Winfried Bötticher (SPD) Bürgermeister in Vogtei.

### Wappen
Blasonierung: „In Silber aus einem grünen Dreieck im Schildfuß wachsend drei grüne Kleeblätter.“
Begründung: Das 2016 genehmigte Wappen basiert auf dem ältesten gefundenen Wappen der Vogtei aus der Mitte des 18. Jahrhunderts. Jedes der drei Kleeblätter steht für ein Dorf der Vogtei. Das Dreieck im Schildfuß (Berg) steht für den Hainich und für die gemeinsamen Wurzeln der drei Ortsteile Langula, Niederdorla und Oberdorla.

## Wirtschaft und Infrastruktur
Die Trinkwasserversorgung der Gemeinde Vogtei übernimmt der Trinkwasserzweckverband Hainich. Die Aufgabe der Abwasserbeseitigung wird von den Gemeindewerken Vogtei wahrgenommen.

## Bauwerke und Sehenswürdigkeiten

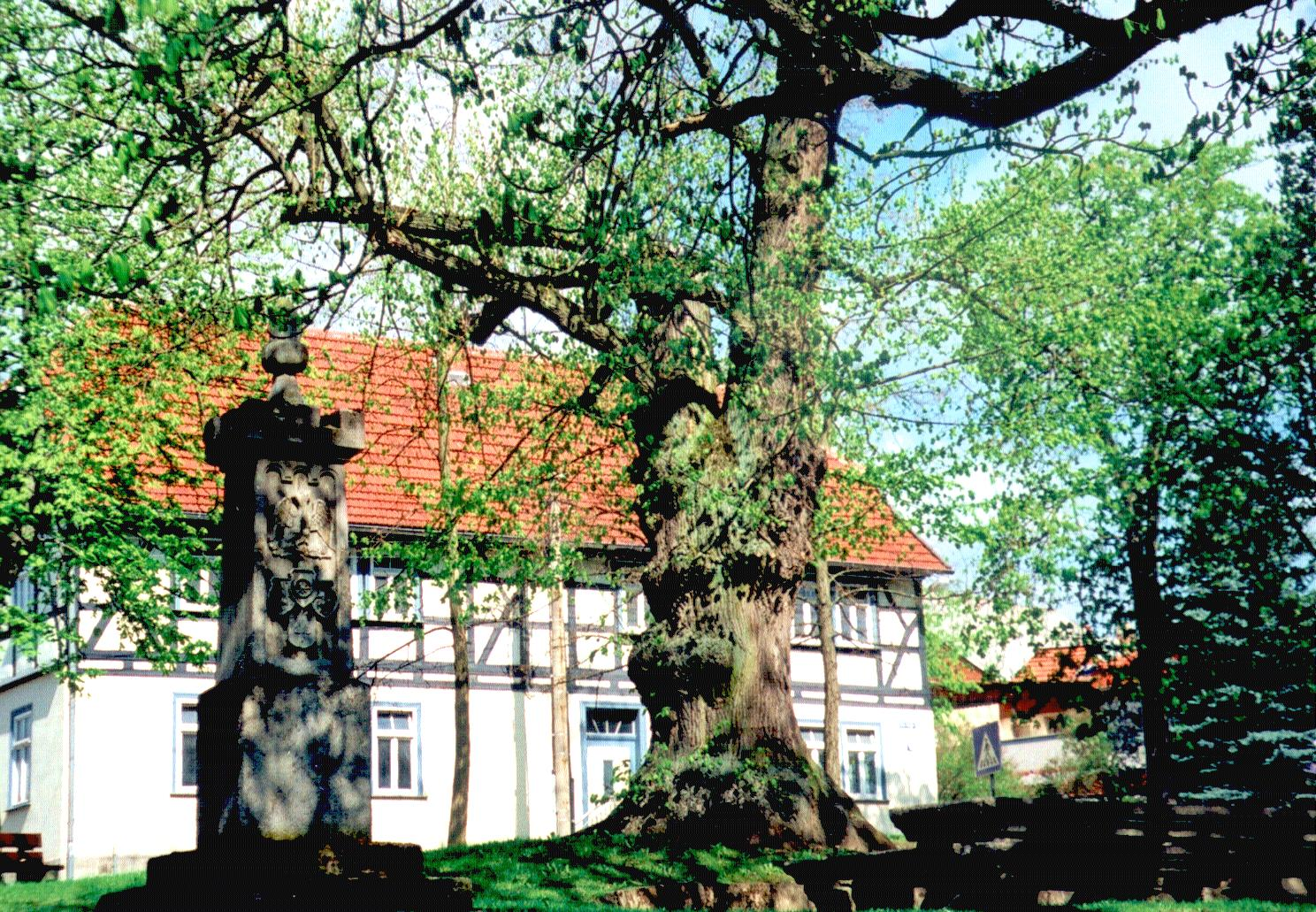
Dorfanger in Oberdorla

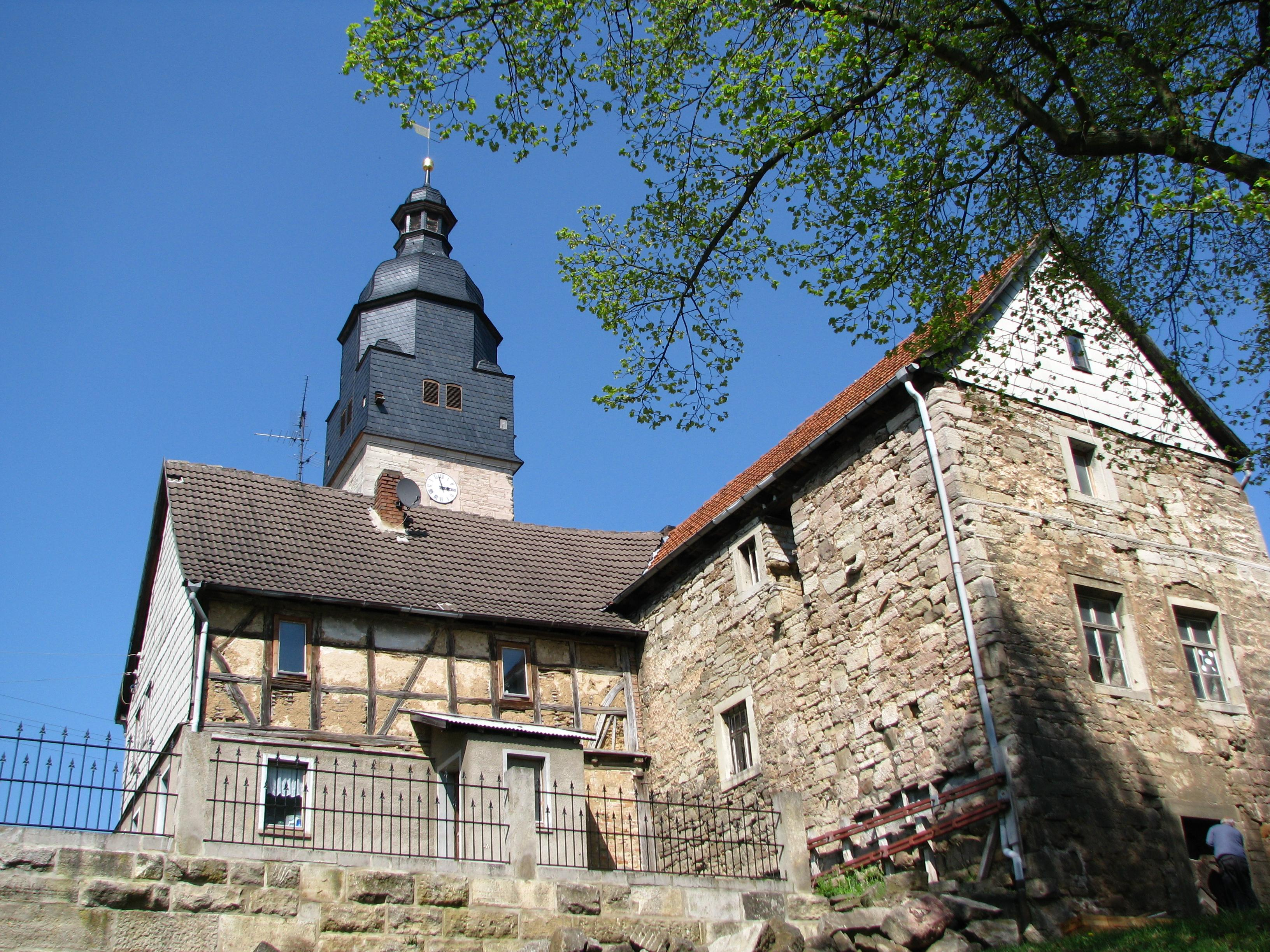
Kirche St. Peter und Paul in Oberdorla

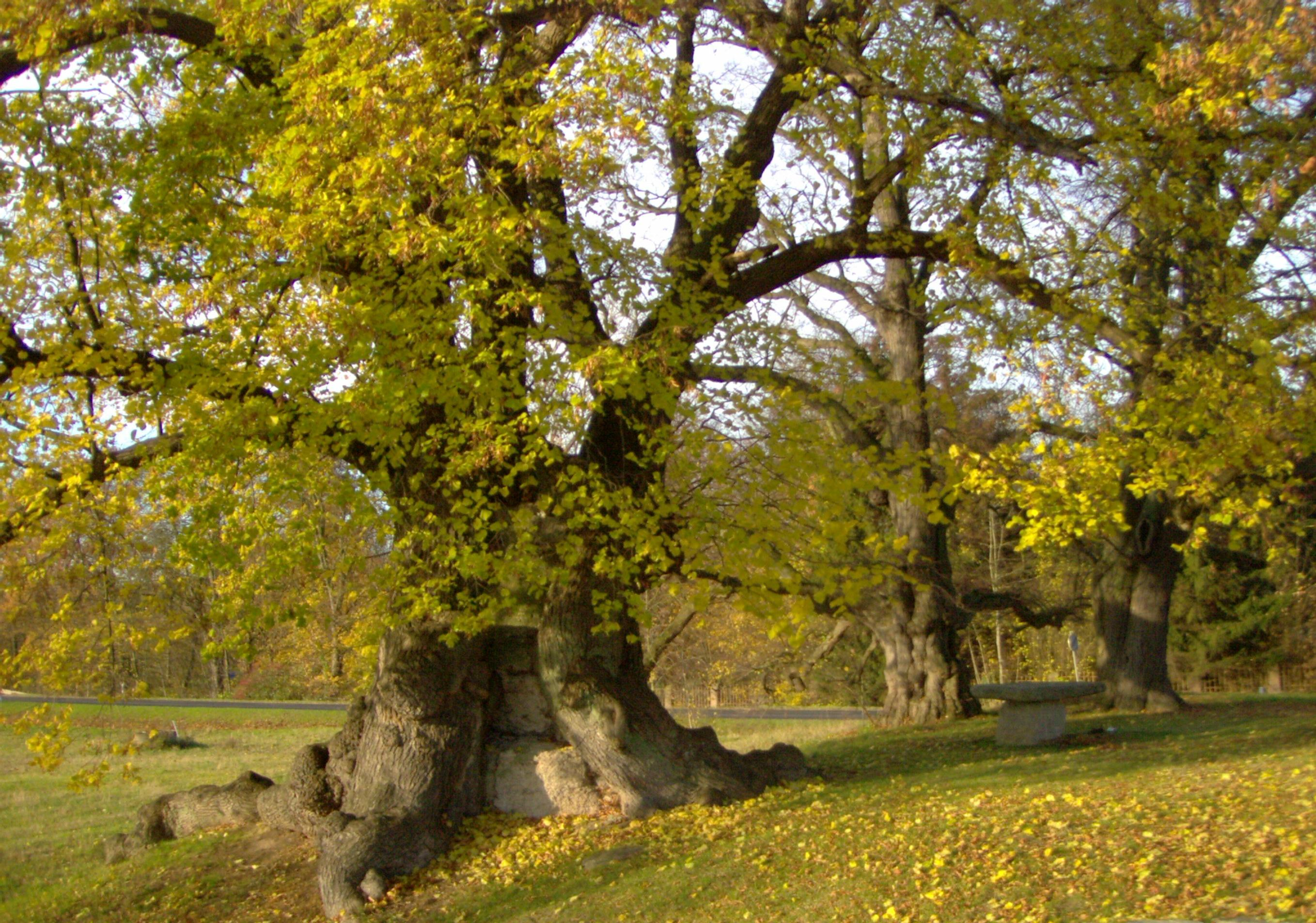
Die Mallinden im Herbst 2006

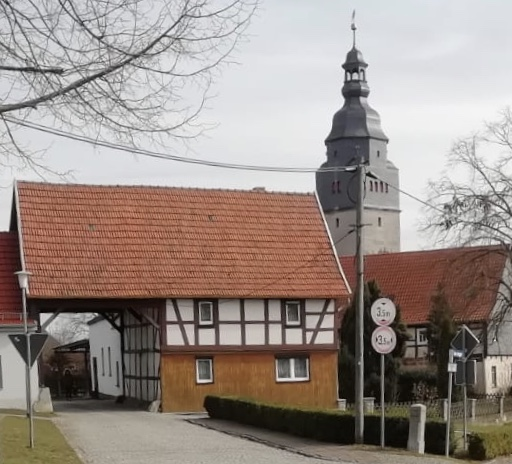
Das Fickentor in Niederdorla

- Anger in Oberdorla, mit einem halben Hektar Fläche größter Dorfanger Thüringens mit Gerichtstisch, Gefallenendenkmal und Denkmal für den Gang der Vogteier aus dem Jahre 1886
- romanische Stiftskirche St. Peter und Paul in Oberdorla
- St.-Johannes-Kirche in Niederdorla
- Mittelpunkt Deutschlands mit Gedenkstein
- Mallinden – ein mittelalterlicher Gerichtsplatz, bestehend aus drei alten Lindenbäumen
- Kultstätten im Opfermoor Niederdorla
- Fickentor in Niederdorla – eines der letzten erhaltenen Dorftore Thüringens
- Hainich, Nationalpark und Wandergebiet

## Persönlichkeiten
- Matthias Weckmann (* um 1616 in Niederdorla; † 1674 in Hamburg), Organist und Komponist
- Fritz Janson (* 1885 in Langula; † 1946 in Höngeda), Kommunalpolitiker und Oberbürgermeister der Stadt Eisenach
- Jörg Hofmann (* 1939 in Langula), ehemaliger Hochschullehrer für Violine